# Automeris pelotas
Automeris pelotas är en fjärilsart som beskrevs av Embrik Strand 1920. Automeris pelotas ingår i släktet Automeris och familjen påfågelsspinnare. Inga underarter finns listade i Catalogue of Life.